# Kvalspelet till Europamästerskapet i fotboll 1976 (grupp 1)
Kvalspelet till Europamästerskapet i fotboll 1976 (grupp 1) spelades mellan den 30 oktober 1974 och 3 december 1975

## Tabell
| Nr | Lag ( )         | S | V | O | F | GM | IM | MS  | P |
| -- | --------------- | - | - | - | - | -- | -- | --- | - |
| 1  | Tjeckoslovakien | 6 | 4 | 1 | 1 | 15 | 5  | +10 | 9 |
| 2  | England         | 6 | 3 | 2 | 1 | 11 | 3  | +8  | 8 |
| 3  | Portugal        | 6 | 2 | 3 | 1 | 5  | 7  | −2  | 7 |
| 4  | Cypern          | 6 | 0 | 0 | 6 | 0  | 16 | −16 | 0 |

## Matcher
|             | 30 oktober 1974 | England                              | 3 – 0           | Tjeckoslovakien | Empire Stadium | |
| 19:45 UTC±0 | 19:45 UTC±0     | Mick Channon 72′ Colin Bell 80′, 83′ | (0 – 0) Rapport |                 | London Publik: 86 000<refname="Rsssf">{{Webbref\|url=http://www.rsssf.com/tables/76e-fulldet.html%7Ctitel=EuropeanChampionship1 976(Details)\|hämtdatum=14juli2 017\|utgivare=Rsssf}}</ref> Domare: Michel Kitabdjian (Frankrike) | London Publik: 86 000<refname="Rsssf">{{Webbref\|url=http://www.rsssf.com/tables/76e-fulldet.html%7Ctitel=EuropeanChampionship1 976(Details)\|hämtdatum=14juli2 017\|utgivare=Rsssf}}</ref> Domare: Michel Kitabdjian (Frankrike) |
| 19:45 UTC±0 | 19:45 UTC±0     |                                      |                 |                 | London Publik: 86 000<refname="Rsssf">{{Webbref\|url=http://www.rsssf.com/tables/76e-fulldet.html%7Ctitel=EuropeanChampionship1 976(Details)\|hämtdatum=14juli2 017\|utgivare=Rsssf}}</ref> Domare: Michel Kitabdjian (Frankrike) | London Publik: 86 000<refname="Rsssf">{{Webbref\|url=http://www.rsssf.com/tables/76e-fulldet.html%7Ctitel=EuropeanChampionship1 976(Details)\|hämtdatum=14juli2 017\|utgivare=Rsssf}}</ref> Domare: Michel Kitabdjian (Frankrike) |
| 19:45 UTC±0 | 19:45 UTC±0     |                                      |                 |                 | London Publik: 86 000<refname="Rsssf">{{Webbref\|url=http://www.rsssf.com/tables/76e-fulldet.html%7Ctitel=EuropeanChampionship1 976(Details)\|hämtdatum=14juli2 017\|utgivare=Rsssf}}</ref> Domare: Michel Kitabdjian (Frankrike) | London Publik: 86 000<refname="Rsssf">{{Webbref\|url=http://www.rsssf.com/tables/76e-fulldet.html%7Ctitel=EuropeanChampionship1 976(Details)\|hämtdatum=14juli2 017\|utgivare=Rsssf}}</ref> Domare: Michel Kitabdjian (Frankrike) |

|             | 20 november 1974 | England | 0 – 0           | Portugal | Empire Stadium                                                          |                                                                         |
| 19:45 UTC±0 | 19:45 UTC±0      |         | (0 – 0) Rapport |          | London Publik: 85 700<refname="Rsssf"/> Domare: Anton Bucheli (Schweiz) | London Publik: 85 700<refname="Rsssf"/> Domare: Anton Bucheli (Schweiz) |
| 19:45 UTC±0 | 19:45 UTC±0      |         |                 |          | London Publik: 85 700<refname="Rsssf"/> Domare: Anton Bucheli (Schweiz) | London Publik: 85 700<refname="Rsssf"/> Domare: Anton Bucheli (Schweiz) |
| 19:45 UTC±0 | 19:45 UTC±0      |         |                 |          | London Publik: 85 700<refname="Rsssf"/> Domare: Anton Bucheli (Schweiz) | London Publik: 85 700<refname="Rsssf"/> Domare: Anton Bucheli (Schweiz) |

|             | 16 april 1975 | England                                  | 5 – 0           | Cypern | Empire Stadium                                                              |                                                                             |
| 19:45 UTC±0 | 19:45 UTC±0   | Malcolm Macdonald 3′, 32′, 52′, 56′, 87′ | (2 – 0) Rapport |        | London Publik: 68 245<refname="Rsssf"/> Domare: Martti Hirviniemi (Finland) | London Publik: 68 245<refname="Rsssf"/> Domare: Martti Hirviniemi (Finland) |
| 19:45 UTC±0 | 19:45 UTC±0   |                                          |                 |        | London Publik: 68 245<refname="Rsssf"/> Domare: Martti Hirviniemi (Finland) | London Publik: 68 245<refname="Rsssf"/> Domare: Martti Hirviniemi (Finland) |
| 19:45 UTC±0 | 19:45 UTC±0   |                                          |                 |        | London Publik: 68 245<refname="Rsssf"/> Domare: Martti Hirviniemi (Finland) | London Publik: 68 245<refname="Rsssf"/> Domare: Martti Hirviniemi (Finland) |

|             | 20 april 1975 | Tjeckoslovakien                                       | 4 – 0           | Cypern | Stadion Letná                                                            |                                                                          |
| 17:00 UTC+1 | 17:00 UTC+1   | Antonín Panenka 10′, 35′ (str.), 57′ Marián Masný 78′ | (2 – 0) Rapport |        | Prag Publik: 5 000<refname="Rsssf"/> Domare: Heinz Einbeck (Östtyskland) | Prag Publik: 5 000<refname="Rsssf"/> Domare: Heinz Einbeck (Östtyskland) |
| 17:00 UTC+1 | 17:00 UTC+1   |                                                       |                 |        | Prag Publik: 5 000<refname="Rsssf"/> Domare: Heinz Einbeck (Östtyskland) | Prag Publik: 5 000<refname="Rsssf"/> Domare: Heinz Einbeck (Östtyskland) |
| 17:00 UTC+1 | 17:00 UTC+1   |                                                       |                 |        | Prag Publik: 5 000<refname="Rsssf"/> Domare: Heinz Einbeck (Östtyskland) | Prag Publik: 5 000<refname="Rsssf"/> Domare: Heinz Einbeck (Östtyskland) |

|             | 30 april 1975 | Tjeckoslovakien                                                      | 5 – 0           | Portugal | Stadion Letná                                                                  |                                                                                |
| 17:00 UTC+1 | 17:00 UTC+1   | Přemysl Bičovský 11′, 22′ Zdeněk Nehoda 25′, 46′ Ladislav Petráš 52′ | (3 – 0) Rapport |          | Prag Publik: 25 000<refname="Rsssf"/> Domare: Ferdinand Biwersi (Västtyskland) | Prag Publik: 25 000<refname="Rsssf"/> Domare: Ferdinand Biwersi (Västtyskland) |
| 17:00 UTC+1 | 17:00 UTC+1   |                                                                      |                 |          | Prag Publik: 25 000<refname="Rsssf"/> Domare: Ferdinand Biwersi (Västtyskland) | Prag Publik: 25 000<refname="Rsssf"/> Domare: Ferdinand Biwersi (Västtyskland) |
| 17:00 UTC+1 | 17:00 UTC+1   |                                                                      |                 |          | Prag Publik: 25 000<refname="Rsssf"/> Domare: Ferdinand Biwersi (Västtyskland) | Prag Publik: 25 000<refname="Rsssf"/> Domare: Ferdinand Biwersi (Västtyskland) |

|             | 11 maj 1975 | Cypern | 0 – 1           | England         | Tsirio Stadium                                                               |                                                                              |
| 16:45 UTC+2 | 16:45 UTC+2 |        | (0 – 1) Rapport | 6′ Kevin Keegan | Limassol Publik: 21 000<refname="Rsssf"/> Domare: Tsvetan Stanev (Bulgarien) | Limassol Publik: 21 000<refname="Rsssf"/> Domare: Tsvetan Stanev (Bulgarien) |
| 16:45 UTC+2 | 16:45 UTC+2 |        |                 |                 | Limassol Publik: 21 000<refname="Rsssf"/> Domare: Tsvetan Stanev (Bulgarien) | Limassol Publik: 21 000<refname="Rsssf"/> Domare: Tsvetan Stanev (Bulgarien) |
| 16:45 UTC+2 | 16:45 UTC+2 |        |                 |                 | Limassol Publik: 21 000<refname="Rsssf"/> Domare: Tsvetan Stanev (Bulgarien) | Limassol Publik: 21 000<refname="Rsssf"/> Domare: Tsvetan Stanev (Bulgarien) |

|             | 8 juni 1975 | Cypern | 0 – 2           | Portugal                             | Tsirio Stadium                                                              |                                                                             |
| 16:45 UTC+2 | 16:45 UTC+2 |        | (0 – 1) Rapport | 25′ Tamagnini Nené 89′ Mário Moínhos | Limassol Publik: 9 000<refname="Rsssf"/> Domare: Gheorghe Limona (Rumänien) | Limassol Publik: 9 000<refname="Rsssf"/> Domare: Gheorghe Limona (Rumänien) |
| 16:45 UTC+2 | 16:45 UTC+2 |        |                 |                                      | Limassol Publik: 9 000<refname="Rsssf"/> Domare: Gheorghe Limona (Rumänien) | Limassol Publik: 9 000<refname="Rsssf"/> Domare: Gheorghe Limona (Rumänien) |
| 16:45 UTC+2 | 16:45 UTC+2 |        |                 |                                      | Limassol Publik: 9 000<refname="Rsssf"/> Domare: Gheorghe Limona (Rumänien) | Limassol Publik: 9 000<refname="Rsssf"/> Domare: Gheorghe Limona (Rumänien) |

|             | 30 oktober 1975 | Tjeckoslovakien                   | 2 – 1           | England          | Tehelné pole                                                                     |                                                                                  |
| 14:00 UTC+1 | 14:00 UTC+1     | Zdeněk Nehoda 45′ Dušan Galis 46′ | (1 – 1) Rapport | 27′ Mick Channon | Bratislava Publik: 45 000<refname="Rsssf"/> Domare: Alberto Michelotti (Italien) | Bratislava Publik: 45 000<refname="Rsssf"/> Domare: Alberto Michelotti (Italien) |
| 14:00 UTC+1 | 14:00 UTC+1     |                                   |                 |                  | Bratislava Publik: 45 000<refname="Rsssf"/> Domare: Alberto Michelotti (Italien) | Bratislava Publik: 45 000<refname="Rsssf"/> Domare: Alberto Michelotti (Italien) |
| 14:00 UTC+1 | 14:00 UTC+1     |                                   |                 |                  | Bratislava Publik: 45 000<refname="Rsssf"/> Domare: Alberto Michelotti (Italien) | Bratislava Publik: 45 000<refname="Rsssf"/> Domare: Alberto Michelotti (Italien) |

|             | 12 november 1975 | Portugal          | 1 – 1           | Tjeckoslovakien | Estádio das Antas                                                             |                                                                               |
| 21:30 UTC±0 | 21:30 UTC±0      | Tamagnini Nené 7′ | (1 – 1) Rapport | 6′ Anton Ondruš | Porto Publik: 45 000<refname="Rsssf"/> Domare: Charles Corver (Nederländerna) | Porto Publik: 45 000<refname="Rsssf"/> Domare: Charles Corver (Nederländerna) |
| 21:30 UTC±0 | 21:30 UTC±0      |                   |                 |                 | Porto Publik: 45 000<refname="Rsssf"/> Domare: Charles Corver (Nederländerna) | Porto Publik: 45 000<refname="Rsssf"/> Domare: Charles Corver (Nederländerna) |
| 21:30 UTC±0 | 21:30 UTC±0      |                   |                 |                 | Porto Publik: 45 000<refname="Rsssf"/> Domare: Charles Corver (Nederländerna) | Porto Publik: 45 000<refname="Rsssf"/> Domare: Charles Corver (Nederländerna) |

|             | 19 november 1975 | Portugal          | 1 – 1           | England          | Estádio José Alvalade                                                        |                                                                              |
| 21:00 UTC±0 | 21:00 UTC±0      | Rui Rodrigues 16′ | (1 – 1) Rapport | 42′ Mick Channon | Lissabon Publik: 40 000<refname="Rsssf"/> Domare: Erich Linemayr (Österrike) | Lissabon Publik: 40 000<refname="Rsssf"/> Domare: Erich Linemayr (Österrike) |
| 21:00 UTC±0 | 21:00 UTC±0      |                   |                 |                  | Lissabon Publik: 40 000<refname="Rsssf"/> Domare: Erich Linemayr (Österrike) | Lissabon Publik: 40 000<refname="Rsssf"/> Domare: Erich Linemayr (Österrike) |
| 21:00 UTC±0 | 21:00 UTC±0      |                   |                 |                  | Lissabon Publik: 40 000<refname="Rsssf"/> Domare: Erich Linemayr (Österrike) | Lissabon Publik: 40 000<refname="Rsssf"/> Domare: Erich Linemayr (Österrike) |

|             | 23 november 1975 | Cypern | 0 – 3           | Tjeckoslovakien                                        | Tsirio Stadium                                                         |                                                                        |
| 14:45 UTC+2 | 14:45 UTC+2      |        | (0 – 3) Rapport | 9′ Zdeněk Nehoda 27′ Přemysl Bičovský 33′ Marián Masný | Limassol Publik: 9 000<refname="Rsssf"/> Domare: Sándor Petri (Ungern) | Limassol Publik: 9 000<refname="Rsssf"/> Domare: Sándor Petri (Ungern) |
| 14:45 UTC+2 | 14:45 UTC+2      |        |                 |                                                        | Limassol Publik: 9 000<refname="Rsssf"/> Domare: Sándor Petri (Ungern) | Limassol Publik: 9 000<refname="Rsssf"/> Domare: Sándor Petri (Ungern) |
| 14:45 UTC+2 | 14:45 UTC+2      |        |                 |                                                        | Limassol Publik: 9 000<refname="Rsssf"/> Domare: Sándor Petri (Ungern) | Limassol Publik: 9 000<refname="Rsssf"/> Domare: Sándor Petri (Ungern) |

|             | 3 december 1975 | Portugal               | 1 – 0           | Cypern | Estádio do Bonfim                                                     |                                                                       |
| 21:00 UTC±0 | 21:00 UTC±0     | João Resende Alves 20′ | (1 – 0) Rapport |        | Setúbal Publik: 4 000<refname="Rsssf"/> Domare: Richard Casha (Malta) | Setúbal Publik: 4 000<refname="Rsssf"/> Domare: Richard Casha (Malta) |
| 21:00 UTC±0 | 21:00 UTC±0     |                        |                 |        | Setúbal Publik: 4 000<refname="Rsssf"/> Domare: Richard Casha (Malta) | Setúbal Publik: 4 000<refname="Rsssf"/> Domare: Richard Casha (Malta) |
| 21:00 UTC±0 | 21:00 UTC±0     |                        |                 |        | Setúbal Publik: 4 000<refname="Rsssf"/> Domare: Richard Casha (Malta) | Setúbal Publik: 4 000<refname="Rsssf"/> Domare: Richard Casha (Malta) |